# Mezquita de Roma
La Gran Mezquita de Roma (en italiano: Grande Moschea di Roma) es el principal lugar de culto de la comunidad musulmana en Roma, y el mayor de Italia y de Europa. El edificio se sitúa en la zona norte de la ciudad, a los pies de los montes Parioli, al lado de las instalaciones deportivas de Acqua Acetosa, y es sede del Centro islamico culturale d'Italia.
Se sitúa sobre 30 000 m² de terreno y puede albergar hasta 12 000 fieles. En los días de las principales festividades, como la Fiesta del Sacrificio, recibe una afluencia de unos 3.000 – 4.000 fieles. La mezquita ofrece, además de un punto de agregación y de referencia en campo religioso, también servicios culturales y sociales conectados de diferente manera a la fe islámica, como celebración de matrimonios, asistencia para funerales, exégesis, conferencias y mucho más. Es obra del arquitecto Paolo Portoghesi.

## Construcción

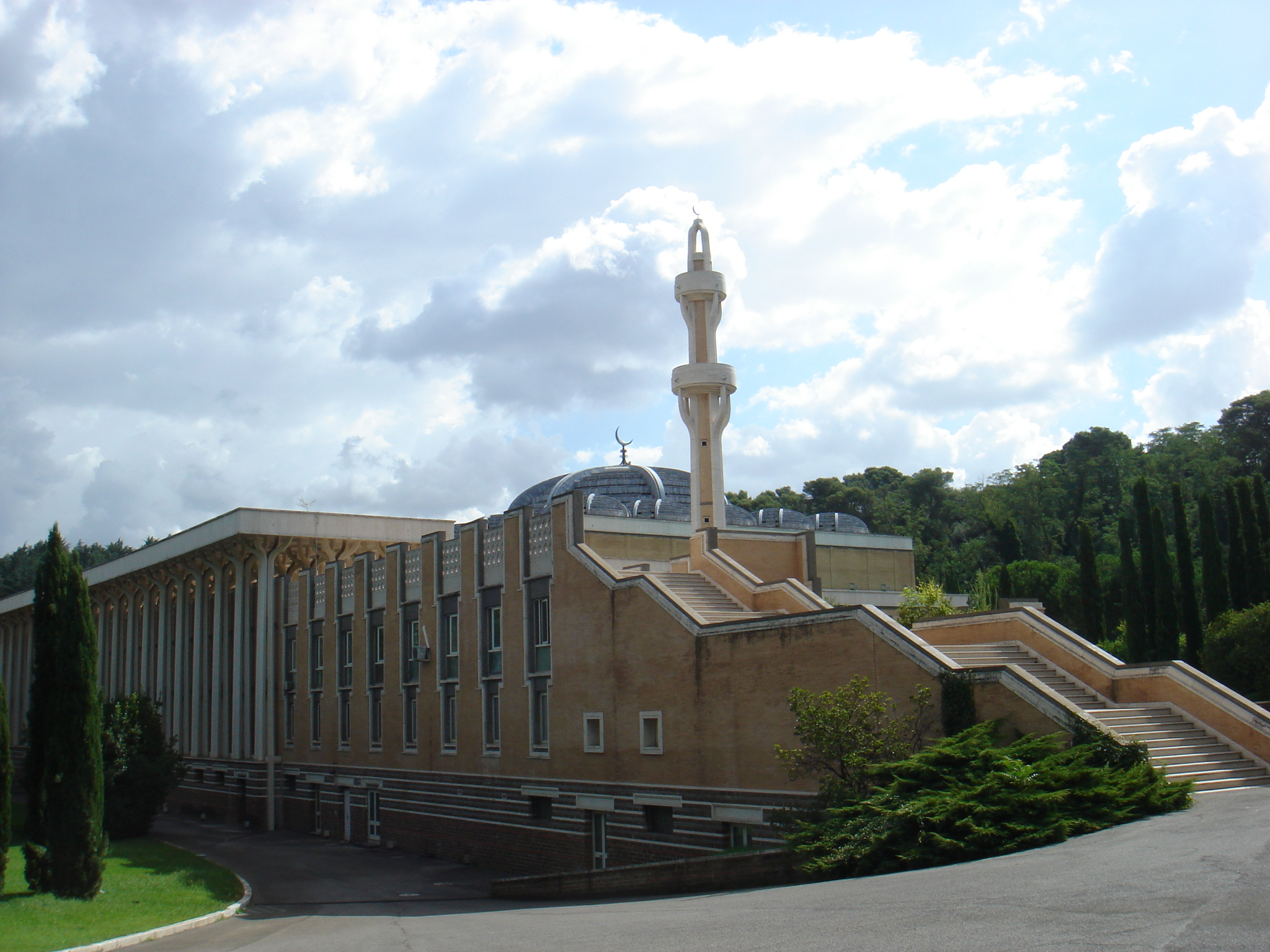
Exterior de la mezquita.

La construcción de la gran mezquita de Roma fue deseada y financiada por el rey Fáisal de Arabia Saudita, fundador de la familia real saudita, y «Guardián de los Santos Lugares» de La Meca y Medina. El proyecto se encargó a Paolo Portoghesi, quien colaboró con Vittorio Gigliotti, Sami Mousawi y Nino Tozzo.
Como se lee en el epígrafe exterior, su construcción tardó más de veinte años: la donación del terreno la decidió el Consejo Municipal romano en 1974, pero la primera piedra se colocó diez años después, en 1984 (año 1362 de la Hégira), con la presencia del entonces Presidente de la República Sandro Pertini, y la inauguración se realizó el 21 de junio de 1995, día del solsticio de verano.

## Arquitectura
En la estructura, fuertemente integrada en la zona verde que la rodea (de la cual emerge, pero sin fricciones), destacan la mezcla entre la concepción moderna de la estructura y las líneas curvas omnipresentes (la gran sala de oración recuerda sin lugar a dudas un bosque o un oasis, con sus columnas de tres tallos), el uso de la luz para crear un clima de meditación, y el uso de materiales que generan colores típicamente romanos, como el travertino y la arcilla rosada. El aparato decorativo, muy discreto en la amplitud del espacio que lo contiene, está constituido por cerámicas vidriadas de colores delicados.

## Organización

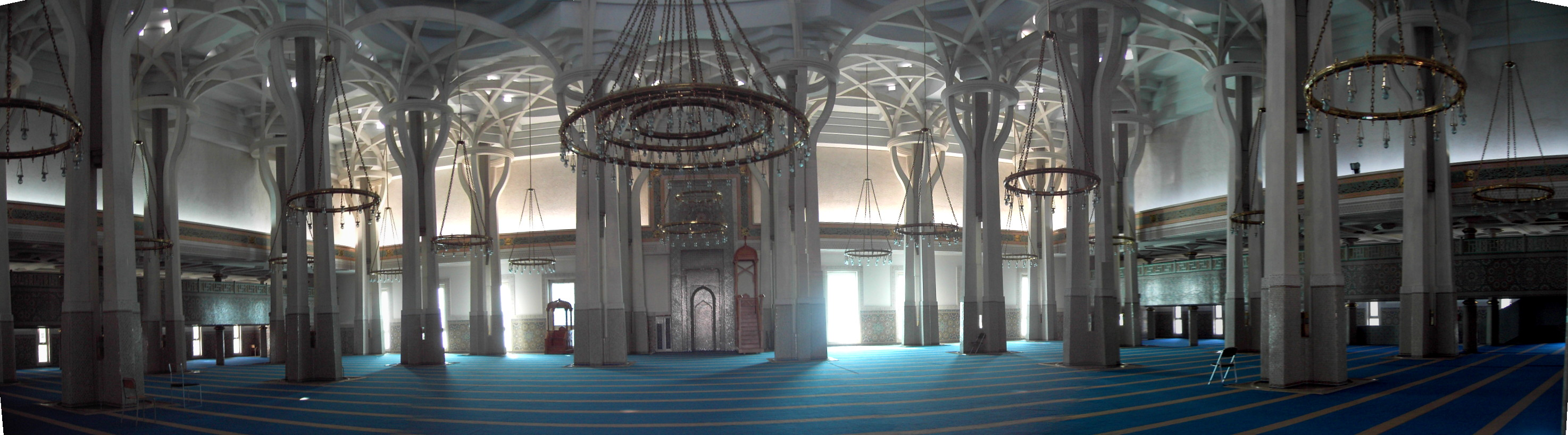
Interior de la sala principal.

El papel de imán de la Gran Mezquita está cubierto por el secretario general del Centro Islamico Culturale d'Italia, que gestiona todo el lugar de culto. El imán actual es el jeque Salah Ramadan.
- 1983-1993: Muhammad Nur al-Din Isma'il
- 1993-2006: Mahmud Hammad Shwayta
- 2007-2010: Ala' al-Din Muhammad Isma'il al-Ghobashi
- 2010-2013: Ahmed Al-Saqqa
- 2013-2016: Muhammad Hassan Abdulghaffar
- 2016- : Salah Ramadan